# Anselmus Boëtius de Boodt

Anselmus Boëtius de Boodt (ca. 1600, gravure door Aegidius Sadeler).

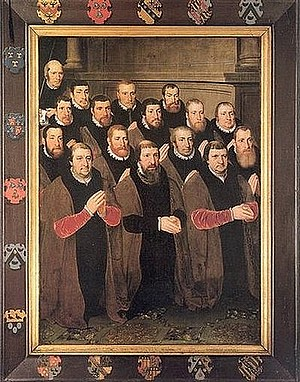
Anselmus Sr, vader van Anselmus de Boodt, met meerdere burgemeesters van Brugge als leden van de Edele Confrérie van het Heilig Bloed (schilderij uit 1556 van de hand van Pieter Pourbus).

Anselmus de Boodt (Brugge, rond 1550 – aldaar, 21 juni 1632), bekend onder zijn Latijnse naam Boëtius, was een Vlaamse humanist, bestuurder, arts, alchemist en geleerde.

## Levensloop
De in de rijke en aristocratische katholieke familie De Boodt geboren Anselmus, was een zoon van Anselmus senior (1519-1587) en van Johanna Voet (1526-1561). Zij was een dochter van de rechtsgeleerde Antoon Voet, burgemeester van Brugge, en ze bracht tien kinderen ter wereld. Anselmus Boëtius was pas elf toen zijn moeder overleed. Hij studeerde rechten in Leuven en medicijnen bij Thomas Erestus in Heidelberg. Hij promoveerde in Padua tot doctor in de geneeskunde.
Van 1580 tot 1583 was Boëtius raadpensionaris van Brugge. Dit was de tijd van de Calvinistische republiek (1578-1584), zodat men van hem minstens sympathie met het 'nieuwe geloof' mag veronderstellen. Hij vertrok tijdig uit Brugge, vooraleer het katholieke bestuur weer de bovenhand kreeg.
In 1583 werd hij lijfarts van Wilhelm Rosenberg, burggraaf en gouverneur van Praag. In deze stad werd hij in 1584 lijfarts van de aldaar residerende keizer Rudolf II, als opvolger van Rembert Dodoens. In Brugge bood bisschop Remigius Driutius hem in 1584 een prebende van kanunnik van de Sint-Donaaskathedraal aan. De Boodt ging daar echter niet op in, ook al verzoende hij zich voorzichtig met het katholiek geloof. Aan het prachtlievende en zeer in wetenschap geïnteresseerde hof van Praag hield Boëtius zich bezig met alchemie en mineralogie.
In 1612 kwam hij naar zijn geboortestad terug. Hij leefde er als homo universalis, zich wijdend aan zijn studies en het schrijven van publicaties, alsook aan het schrijven van gedichten als lid van de rederijkerskamer van de Heilige Geest, aan het componeren, musiceren en aan het schilderen van landschappen.
In de 16e eeuw was er geen strikte scheiding tussen de wetenschappelijke disciplines en werden ook wetenschap en bijgeloof (zoals astrologie en alchemie) nog naast elkaar beoefend.
In zijn hoofdwerk Gemmarum et lapidum historia, een systematische studie van (edel)stenen en mineralen, beschreef Boëtius zeshonderd stenen en hun (veronderstelde) ontstaan, eigenschappen en geneeskundige uitwerking. Hij was een aanhanger van de atoomleer en werkte met een schaal van hardheid. Het boek ging ook in op praktische zaken als slijpwijze en de economische waarde van edelstenen.
Hij bleef vrijgezel en werd in het door hemzelf ontworpen grafmonument bijgezet in de Onze-Lieve-Vrouwekerk in zijn geboortestad Brugge.

## Werken
- Gemmarum et lapidum historia[1] (1609)
- Le Parfaict Ioaillier, ou Histoire des Pierreries (1644)
- De la Pierre de Crapaut, ou Garatroine (over onder andere de raadselachtige paddesteen)
- Pseudodoxia Epidemica (over bijgeloof).
- Symbola divina et humana (1603)
- De Baene des Deugds (1624)
- De Baene des Hemels ende der Deugden (1628)
- Florum herbarum ac fructuum selectiorum icones et vires, pleraeque hactenus ignotae, postuum uitgegeven in 1640 door Vredius.